# Lorenz Teufel
Lorenz Teufel (* 9. Mai 1879 in Baudenbach (Mittelfranken); † 7. Mai 1941 in Kronach) war ein deutscher Landrat.

## Leben
Nach dem Abitur absolvierte Lorenz Teufel ein Studium der Rechtswissenschaften an der Friedrich-Alexander-Universität Erlangen-Nürnberg, wo er Mitglied der Burschenschaft Germania war. Seinen Militärdienst leistete er als Einjährig-Freiwilliger und kam im Anschluss daran in den juristischen Vorbereitungsdienst. 1906 legte er sein großes juristisches Staatsexamen (früher Staatskonkurs) ab. Im Frühjahr 1910 wurde er in Zweibrücken Bezirksamtsassessor. Vom 3. August 1914 bis zum 10. Oktober 1917 musste er Kriegsdienst leisten und kam danach in das Staatsministerium des Innern. In Fürth wurde er Bezirksamtsassessor und Bezirksamtmann, wechselte zur Regierung von Mittelfranken und wurde dort Regierungsrat. Zum 1. März 1926 übernahm er als Bezirksamtsvorstand die Leitung des Bezirksamts Teuschnitz, die er bis Ende Mai 1931 ausübte. Dort erwarb er 1928 den Titel und Rang eines Oberregierungsrats. Am 1. Juni 1931 wurde er zum Bezirksamtsvorstand (ab 1939 Landrat) des Bezirksamts Kronach (ab 1939 Landkreis Kronach) ernannt. In diesem Amt blieb er bis zu seinem Tode.
Lorenz Teufel war am 1. Mai 1933 in die NSDAP eingetreten.